# براندون ديلون
براندون ديلون (بالإنجليزية: Brandon Dillon)‏ هو سياسي أمريكي، ولد في 27 أبريل 1972 في غراند رابيدز في الولايات المتحدة. حزبياً، نشط في الحزب الديمقراطي. وقد انتخب عضو مجلس نواب ميشيغان ‏.